# María Luz Morales
Pour les articles homonymes, voir Morales.
María Luz Morales Godoy, née à la La Corogne en 1899 et morte en 1980 à Barcelone, est une journaliste et écrivaine culturelle espagnole pionnière du XXe siècle. Elle est la première femme en Espagne à diriger un journal national, La Vanguardia, entre 1936 et 1937.

## Biographie
Les notices d'autorité ne s'accordent pas sur la date de naissance de Morales : 1890 ou 1899. Elle quitte La Corogne pour Barcelone pour suivre son père, fonctionnaire des impôts. Elle fréquente l'Institut de la culture et de la bibliothèque populaire de La Bonne, fondée par Francesca Bonnemaison. Maria Luz est diplômée en pédagogie, en philosophie et littérature à l'Universidad Nova.
Outre ses activités journalistiques et littéraires, elle œuvre pour la promotion de l'éducation des femmes en créant en 1931 la Residència Internacional de Senyoretes Estudiants (résidence internationale pour étudiantes), établissement dont elle prend la direction.
Elle est également membre de l'association féministe du Lyceum Club de Barcelone et participe activement au Conferentia Club (ca) de la philanthrope barcelonaise Isabel Llorach. Elle écrit aussi pour le théâtre (Romance de Medianoche) avec l'écrivaine Elisabeth Mulder.

### Journalisme
À Barcelone, dans les années 1920, elle dirige la revue El Hogar y la Moda (la maison et la mode). Elle est la première femme à intégrer la rédaction de la La Vanguardia où elle écrit des articles sur la mode ou des thèmes féminins. Rapidement, elle écrit des critiques de films qu'elle signe la plupart du temps avec le patronyme Felipe Centeno. La raison en serait, plus que d'utiliser un patronyme masculin, d'être anonyme et indépendante vis-à-vis des producteurs de cinéma. Elle participe à la création du premier Congreso de Cine Iberoamericano, à Madrid en 1929. Paramount la remarque et l'embauche pour traduire et adapter ses productions en espagnol, écrire des bulletins comme Revista Paramount et Paramount Grá-fico.
Elle est l'une des enseignantes de la Residència Internacional de Senyoretes Estudiants à Barcelone sous la Seconde République.
Lorsque la guerre civile commence, le gouvernement de la Generalitat décrète la saisie de certains journaux, dont La Vanguardia, qui reste sous le contrôle d'un comité ouvrier CNT-UGT formé le 19 juillet 1936. Après le départ du directeur Agustí Calvet, le comité demande à María Luz Morales le 8 août de prendre la direction du journal. Malgré les risques encourus, celle-ci accepte et devient la première femme en Espagne à diriger un journal national, entre 1936 et 1937 au début de la Guerre d'Espagne,. En 1939, lors de la victoire franquiste, elle est détenue pendant 40 jours dans un couvent de Sarrià.
En 1978, avec l'arrivée de la transition démocratique espagnole, elle reprend ses activités journalistiques et collabore avec Diario de Barcelona jusqu'à sa mort, à l'âge de 81 ans.
Elle joue un rôle déterminant dans l'incorporation de femmes pour l'activité journalistique et littéraire dans l'Espagne du XXe siècle. Un prix María Luz Morales pour le journalisme est créé et remis pour la première fois à la sociologue Patricia Soley-Beltrán le 23 mai 2016.

### Écriture et édition
En 1939, elle est professionnellement interdite de travailler à cause du franquisme. Néanmoins, elle écrit pour diverses publications sous les pseudonymes Ariel et Jorge Marineda et intensifie sa production littéraire.
Morales rédige une série de portraits de personnalités des années 1930 comme Marie Curie, Hermann von Keyserling, Gabriela Mistral, Paul Valéry, Víctor Català, Federico García Lorca et André Malraux. Ils sont réunis dans Alguien a quien conocí, publié en 1973.
Elle dirige les Enciclopedias Universitas y Salvat et la revue Lecturas et crée la maison d'édition Surco. Elle collabore avec les éditeurs Juventud y Araluce pour la collection Las Obras maestras, qui s'emploie à mettre les œuvres classiques à la portée des jeunes.

## Prix et distinctions
- 1956 : Médaille et Chevalier de l'Ordre des Palmes académiques de France[13]
- 1963 : Prix Nacional de Teatro (1962)[15]
- 1970 : Prix D'Ors de la Asociación de Prensa[14]
- 1971 : Lazo de Isabel la Católica
- 1972 : Prix Ciutat de Barcelona[13]

## Œuvres choisies
- (es) Parientes y trastos viejos (inédit)
- (es) Trovas de otros tiempos : leyendas españolas relatadas a los niños, Barcelona, Araluce, 1925, (OCLC 689517536)
- (es) Libros, mujeres y niños, 1928
- (es) Las románticas, 1830-1930, Madrid, Historia Nueva, 1930, (OCLC 2081703)
- (es) Vida de Edison, Barcelona, Seix Barral, 1934
- (es) Romance de media noche (avec Elisabeth Mulder), 1935
- (es) Julio César, vida y hechos, Barcelona, Araluce, 3ª éd., 1936
- (es) Vida de Madame Curie, Barcelona, Seix y Barral, 1936, (OCLC 432661627)
- (es) Vida y hechos de Alejandro Magno, Barcelona, Araluce, 1936
- (es) Alguien a quien conocí, 1937
- (es) Tres historias de amor en la Revolución francesa, Barcelona, Surco, 1942, (OCLC 432661625)
- (es) Memorias sobre la vida de María Antonieta: Reina de Francia y de Navarra, Barcelona, Surco, 1943
- (es) El mundo de las hormigas, Barcelona, Ediciones Reguera, 1948
- (es) El Cine: historia ilustrada del séptimo arte, 3 volumes, 1950
- (es) Hazañas del Cid Campeador, 1951,  (ISBN 9785518959859), (OCLC 868202579)
- (es) Enciclopedia del hogar, Barcelona, Argos, 1952
- (es) Rosalinda en la ventana : novela para niñas de 9 a 16 años, Barcelona, Hymsa, 4ª ed., 1954, (OCLC 806418129)
- (es) Balcón al Atlántico :(otra novela sin héroe), 1955
- (es) Balcón al Mediterráneo, Barcelona, Editorial Surco, 1955
- (es) Historias del décimo círculo, Barcelona, Destino, 1962, (OCLC 641896968)
- (es) Libro de oro de la poesía en lengua castellana (España y América), Barcelona, Juventud, 1970
- (es) Alguien a quien conocí: María Curie, Keyserling, Gabriela Mistral, Valéry, Víctor Catalá, García Lorca, Malraux, Barcelona, Editorial Juventud, 1973,  (ISBN 9788426155825), (OCLC 849277)